# Terreros, Chihuahua
Terreros är en ort i Mexiko.   Den ligger i kommunen Guadalupe y Calvo och delstaten Chihuahua, i den nordvästra delen av landet, 1 100 km nordväst om huvudstaden Mexico City. Terreros ligger 2 600 meter över havet och antalet invånare är 142.
Terrängen runt Terreros är kuperad. Runt Terreros är det mycket glesbefolkat, med 6 invånare per kvadratkilometer. Närmaste större samhälle är San Pedro de Chinatú, 2,9 km väster om Terreros. I omgivningarna runt Terreros växer huvudsakligen savannskog.